# Secolo d’Italia
A Secolo d’Italia (magyarul: Olaszország évszázada) egy konzervatív szellemiségű, olaszországi napilap.

## Története
Franz Turchi 1952-ben alapította a lapot mint független jobboldali újságot. Az első lapigazgató Bruno Spampanato, az Olasz Szociális Köztársaság alatt a tengerészet 10. flottillájának volt sajtósa. 1963-ban az újság hivatalosan is az Olasz Szociális Mozgalom pártújsága lett, majd 1969-ben, a pártelnök Arturo Michelini halála után a lapigazgató Nino Tripodi lett. Tripodi idején a lap kulturális rovattal bővült. 
Az ólomévek terrorizmussal és feszültséggel teli időszaka hatással volt a lapra is: 1980-ban megölték a lap egyik újságkihordóját, Angelo Manciát. Ekkoriban 10 ezer példányszámban jelent meg a lap. 
Az 1990-es években, ahogyan az Olasz Szociális Mozgalom megszűnt, és utódként a Gianfranco Fini vezette Nemzeti Szövetség került, úgy a lap követte a változásokat, és az új párt lapja lett, ami 2009-ig fennállt. 2000-ben lett a lapnak először női szerkesztője, Flavia Perina személyében. 
2012. december 21-től a lap csak online kiadásban jelenik meg. 

## Politikai irányultság
A lap mindig is jobboldali irányultságú volt. Miután az Olasz Szociális Mozgalom hivatalos lapja lett, szociálkonzervatív, neofasiszta szellemiségű volt. A Nemzeti Szövetség megalapításával az új párt hivatalos lapja lett, mérsékeltebb hangvételű, nemzeti konzervatív, kereszténydemokrata szellemiségű volt. 
2019-ben Francesco Storace (Lazio régió 2000–2005 közötti kormányzója) lett a lap főszerkesztője, amivel az újság az Olaszország Fivérei párt szellemiségével vállal azonosságot.